# Șevcenkove, Bahciîsarai
Șevcenkove (în ucraineană Шевченкове) este un sat în comuna Kaștanî din raionul Bahciîsarai, Republica Autonomă Crimeea, Ucraina.

## Demografie
Componența lingvistică a localității Șevcenkove
     Rusă (68,54%)
     Ucraineană (15,47%)
     Tătară crimeeană (14,23%)
     Alte limbi (0,94%)
Conform recensământului din 2001, majoritatea populației localității Șevcenkove era vorbitoare de rusă (68,54%), existând în minoritate și vorbitori de ucraineană (15,47%) și tătară crimeeană (14,23%).